# Habenaria brachyphylla
Habenaria brachyphylla là một loài thực vật có hoa trong họ Lan. Loài này được (Lindl.) Aitch. mô tả khoa học đầu tiên năm 1882.